# Thomas Reding

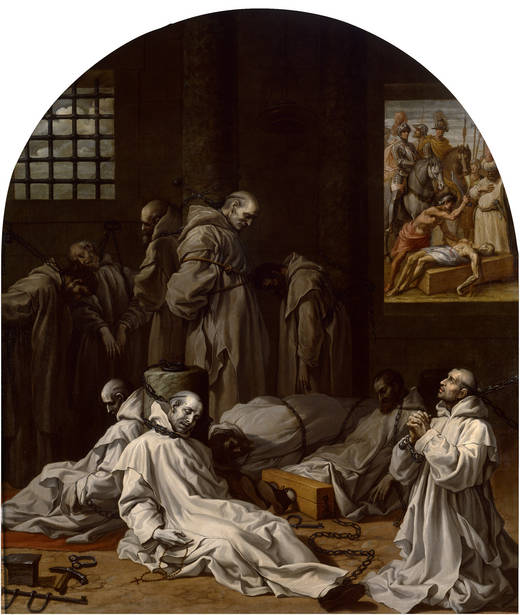
obraz przedstawiający braci z klasztoru kartuzów w więzieniu Newgate

Thomas Reding (pisane również Redyng; ur. ?, zm. 16 czerwca 1537) – angielski męczennik, brat świecki zakonu kartuzów.
18 maja 1537 roku mnisi z klasztoru kartuzów w Londynie zostali zobowiązani do złożenia przysięgi supremacji, mieli uznać Henryka VIII za zwierzchnika kościoła anglikańskiego i wyrzec się wiary katolickiej. Wśród 10 osób z klasztoru kartuzów w Londynie, którzy odmówili przysięgi znajdował się Thomas Reding. Za odmowę złożenia przysięgi wsadzono go z innymi towarzyszami do więzienia Newgate, gdzie zamierzano zagłodzić ich na śmierć. Więźniom skrępowano ręce i przykuto każąc im stać. Thomas Reding zmarł z głodu i wycieńczenia 16 czerwca 1537 roku. Papież Leon XIII 29 grudnia 1886 roku beatyfikował Thomasa Reding.